# Lepthercus haddadi
Espèce
Lepthercus haddadi est une espèce d'araignées mygalomorphes de la famille des Entypesidae.

## Distribution
Cette espèce est endémique du Cap-Occidental en Afrique du Sud,. Elle se rencontre vers Knysna.

## Description
Le mâle holotype mesure 15,95 mm et la femelle paratype 15,46 mm.

## Étymologie
Cette espèce est nommée en l'honneur de Charles R. Haddad.

## Publication originale
- Ríos-Tamayo & Lyle, 2020 : The South African genus Lepthercus Purcell, 1902 (Araneae: Mygalomorphae): phylogeny and taxonomy. Zootaxa, no 4766(2), p. 261-305.